# Савченко Костянтин Миколайович
Костянтин Миколайович Савченко (нар. 27 грудня 1910, Херсон — пом. 29 листопада 1956, Одеса) — український радянський астроном, доктор фізико-математичних наук з 1948 року, професор з 1948 року.

## Біографія
Народився 27 грудня 1910 року в Херсоні. 1931 року закінчив фізико-математичний факультет Херсонського інституту народної освіти. Продовжив навчання в аспірантурі Харківського університету. З 1934 по 1940 рік — старший науковий співробітник Харківської астрономічної обсерваторії і доцент Харківського університету. Водночас у 1938—1940 роках викладав курс загальної астрономії в Херсонському педагогічному інституті.
Під час німецької окупації до листопада 1943 року перебував у Херсоні, потім в Одесі. З осені 1944 року до початку 1945 року, та у 1950—1956 роках — завідувач кафедри астрономії Одеського державного університету. Протягом 1944—1956 років також завідував відділом теоретичної астрономії Одеської астрономічної обсерваторії.
Помер в Одесі 29 листопада 1956 року.

## Наукова діяльність
Галузь наукових інтересів вченого — небесна механіка, космогонія. Вивчав обертання небесних тіл зі змінною масою. Виконував теоретичні дослідження в галузі небесної механіки з метою обґрунтування космогонічної гіпотези Канта.
Автор монографії «Очерки по небесной механике» і підручника українською мовою «Курс небесної механіки» (роботи не були опубліковані).